# Теорема Мёнье

К теореме Мёнье

Теоре́ма (или фо́рмула) Мёнье́ — даёт выражение для кривизны кривой, лежащей на поверхности.

## Формулировки
Существует несколько эквивалентных формулировок:
- Пусть {\displaystyle \kappa _{\gamma }} есть кривизна кривой {\displaystyle \gamma } в точке {\displaystyle P}, лежащей на поверхности. Пусть эта поверхность имеет в точке {\displaystyle P} в направлении, касательном к {\displaystyle \gamma }, нормальную кривизну {\displaystyle \kappa }, и угол между соприкасающейся плоскостью кривой {\displaystyle \gamma } в точке Р и нормалью к поверхности в {\displaystyle P} равен {\displaystyle \alpha }. Тогда
{\displaystyle \kappa =\kappa _{\gamma }\cdot \cos \alpha }

- Центр кривизны любой кривой на поверхности есть проекция центра кривизны нормального сечения с той же касательной на главную нормаль этой кривой.

- В любой точке кривой скалярное произведение главной нормали кривой на единичную нормаль поверхности зависит только от направления кривой в этой точке и равно отношению значений первой и второй фундаментальных форм на векторе скорости кривой.

### Замечания
- В частности, кривизна любого сечения поверхности не меньше кривизны нормального сечения с той же касательной.

## История
Теорему анонсировал Жан Батист Мёнье в 1776 году, опубликовал в 1785 году.